# Papas vunas
Las papas vunas, vuñas o, en mapudungun, funal poñü ("papas podridas") son un alimento tradicional del sur de Chile, en especial de la gastronomía mapuche y de la chilota, que consiste en papas podridas.
La pudrición se consigue en condiciones anaeróbicas, ya sea dejando un canasto con papas en el fondo de un riachuelo o construyendo un pequeño pozo con paredes de piedra en el lecho del cauce. Sobre las papas se ponen elementos pesados, de manera que se compriman a medida que se descomponen, y se cubre todo con pangues. Pasados unos pocos meses, se extraen del agua y se cocinan. Tienen el aspecto de un disco delgado cuyo interior es blando y de color blanquecino, formado principalmente por almidón. Al ser muy blandas, la preparación usual se asemeja a una mermelada o a mazamorra, aunque también se pueden hervir como papas comunes.
Por la acción de las bacterias que intervienen en la descomposición, su olor es repulsivo, pero su sabor es menos desagradable.